# مصر في الألعاب الأولمبية الصيفية 1912
تنافست الخديوية المصرية في الألعاب الأولمبية الصيفية للمرة الأولى وذلك خلال الألعاب الأولمبية الصيفية 1912 في ستوكهولم، السويد. شارك في دورة الألعاب الأولمبية رياضي واحد فقط في رياضة المبارزة.